# Тапарелли, Луиджи
Луиджи Тапарелли (итал. Luigi Taparelli; 24 ноября 1793, Турин, Сардинское королевство — 21 сентября 1862, Рим, Папская область), урождённый Просперо Тапарелли д’Адзельо (итал. Prospero Taparelli d'Azeglio) — итальянский католический философ

 и социолог из Общества Иисуса, который ввёл термин «социальная справедливость», позже подхваченный и развитый Антонио Розмини в эссе «La Costituzione secondo la giustizia sociale» (1848) и Джоном Стюартом Миллем в эссе «Utilitarianism» (1861). Тапарелли также был одним из первых разработал принципы субсидиарности как часть своей теории естественного права справедливого общественного порядка. Брат Роберто Тапарелли д’Адзельо, сенатора и живописца, и Массимо д’Адзельо, дипломата, участника борьбы за объединение Италии, художника и писателя.

## Биография
Просперо Тапарелли д’Адзельо был четвёртым из восьми детей графа Чезаре Тапарелли д’Адзельо, дипломата при дворе итальянского короля Виктора Эммануила I, и графини Кристины Мороццо ди Бьяндзе. При рождении ему дали имя «Просперо», которое он, став иезуитом, изменил на «Луиджи».
В своём религиозном призвании Тапарелли убедился следуя курсу духовных упражнений, продиктованному Бруно Лантери (1759—1830), основателя конгрегации Облатов Девы Марии. Учился в школе в Сиене, а затем в Туринском университете. Поступил в Туринскую семинарию, но когда его отца отправили дипломатом ко двору папы Пия VII, переехал с ним в Рим и был принят как послушник иезуитов в церкви Сант-Андреа-аль-Квиринале.
Рукоположен в священники в 1820 году.
Изучал философию св. Фомы Аквинского в Риме в 1824—1829 годах, а затем в Неаполе в 1829—1832 годах.
В 1833 году был назначен в иезуитскую школу в Палермо, где преподавал французский язык, а затем занял кафедру естественного права.
В 1840—1843 годах опубликовал в Палермо свой самый важный труд, эссе «Saggio teoretico di dritto naturale appoggiato sul fatto», считавшееся в то время настоящей энциклопедией морали, права и политологии.
В 1825 году Тапарелли пришёл к убеждению, что философию Фомы Аквинского необходимо возродить, считая, что субъективная философия Рене Декарта ведёт к драматическим ошибкам в морали и политике. Он рассуждал, что в то время как разные открытия, сделанные в естественных науках, не влияют на парадигму, связанную с восприятием природных явлений, неясные метафизические представления о человеке и обществе могут привести к социальному хаосу. На тот момент ни Католическая церковь, ни католические философы ещё не выработала чёткого философского взгляда на социальные перемены, происходившие в начале XIX века в Европе, что привело к большому замешательству среди церковной иерархов, духовенства и мирян. В ответ на эту проблему Тапарелли последовательно применил методы философии томизма к этим социальным проблемам.
После социальных революций 1848 года церковь решила вмешаться в бушующий конфликт между сторонниками либерального капитализма с их «принципом невмешательства» и социалистами. До этого церковь полагалась в основном на благотворительную деятельность. В 1850 году папа Пий IX разрешил Тапарелли вместе с Карло Марией Курчи основать журнал «Civiltà Cattolica», отражающий точку зрения католической церкви по многим вопросам современности.
Тапарелли писал для католического журнала «Civiltà Cattolica» двенадцать лет, до самой своей смерти, а в последние годы жизни руководил журналом.
Более двухсот статей, написанные им и опубликованные в журнале, принесли ему звание «молота либеральных концепций» (Антонио Мессинео). Тапарелли особенно волновали проблемы, возникшие в результате промышленной революции. В частности, он выступал против стремления отделить мораль от позитивного права, а также против «неортодоксального духа» неограниченной свободы совести, разрушавшего единство общества. Он был сторонником возрождения философской школы томизма и его социальное учение повлияло на энциклику папы Льва XIII 1891 года «Rerum Novarum» / «О новых явлениях» (речь там в основном шла о положении рабочего класса).
Тапарелли сформулировал идею универсальной власти, которую он называл «этнархией», с ролью суда и арбитра, которая могла бы защитить каждый народ от внешних угроз. Тапарелли оставался авторитетным проводником католической мысли по вопросу о мире и войне даже в XX веке..
Основные идеи Тапарелли включают социальную справедливость и субсидиарность. Он рассматривал общество не как монолитную группу индивидов, а как разноуровневые подобщества, членами которых являются индивиды. Каждый уровень общества имеет как права, так и обязанности, которые следует признавать и поддерживать. Все слои общества должны разумно сотрудничать и не прибегать к соперничеству и конфликтам.
Тапарелли умер в Риме 21 сентября 1862 года.

## Работы
- L. Taparelli d’Azeglio. Saggio teoretico di diritto naturale appoggiato sul fatto, 2 voll., Edizioni della «Civiltà Cattolica», Roma 1949 [Palermo 1840]. (итал.)
- Luigi Taparelli d'Azeglio. Della nazionalità (итал.). — Genova: Tipografia de' fratelli Ponthenier, 1847.
- La Legge fondamentale d’organizzazione nella società, in Gabriele De Rosa, I Gesuiti in Sicilia e la rivoluzione del '48, con documenti sulla condotta della Compagnia di Gesù e scritti inediti di Luigi Taparelli d’Azeglio, Roma, Edizioni di Storia e Letteratura, 1963, pp. 166—188. (итал.)
- La libertà tirannia. Saggi sul liberalesimo risorgimentale, Piacenza, Edizioni di Restaurazione Spirituale, 1960. Raccolta di articoli pubblicati su La Civiltà Cattolica nel 1861, a cura di Carlo Emanuele Manfredi e Giovanni Cantoni; e un’ampia antologia, in Gianfranco Legitimo, Sociologi cattolici italiani. De Maistre — Taparelli — Toniolo, Roma, Volpe, 1963, pp. 137—253. (итал.)